# Faisan mikado
Syrmaticus mikado
Espèce
Statut de conservation UICN

 LC  : Préoccupation mineure
Statut CITES
Le Faisan mikado (Syrmaticus mikado) est une espèce d'oiseaux de la famille des Phasianidae.

## Distribution et habitat
Le Faisan mikado est endémique des régions montagneuses de Taïwan. L'espèce occupe des zones arbustives denses, des bambouseraies et des terrains herbeux avec conifères dominant dans le centre et le sud de Taïwan entre 2 000 et 3 200 mètres d'altitude.

## Distribution
Montagnes du centre de Taiwan.

## Découverte, historique
Sa découverte tient au hasard et rappelle un peu celle du paon du Congo. En 1906, Goodfellow, un collecteur d’oiseaux, explorait les montagnes du centre de Taiwan et remarqua deux plumes inconnues bleu noir barrées de blanc dans la coiffe d’un indigène. Ce dernier expliqua qu’elles provenaient d’un faisan noir très rare qu’il avait tué sur le mont Arizan. Goodfellow soumit ces plumes à Ogilvie-Grant qui baptisa ce faisan « Calophasis mikado » sans même l’avoir vu, simplement d’après ces deux rectrices médianes qui devinrent le type de l’espèce (notons que le mâle de faisan du Vietnam a aussi été décrit d’après quelques plumes trouvées…). Goodfellow décida alors d’explorer le secteur à la recherche de l’oiseau rare mais en vain. Il questionna d’autres indigènes de la région qui
lui confirmèrent la présence de ce faisan sur le mont Arizan. Il entreprit alors une expédition dans cette montagne dont l’ascension se révéla particulièrement difficile du fait de sa nature très escarpée. Au-delà de 2000 m, il découvrit de gigantesques cyprès avec, en sous-bois, des genévriers, des ronces et des bambous. Après de patientes recherches, il aborda la face est d’où il reconnut le mont Morrison puis aperçut une profonde vallée qui était le territoire du faisan mikado et où il eut plusieurs contacts visuels et auditifs. Avant son départ, il tira un coq pour une étude plus poussée. En 1912, il organisa une seconde expédition d’où il ramena 11 oiseaux vivants (8 mâles et 3 femelles) et en tua autant avant de rentrer en Angleterre (Hennache & Ottaviani 2006).

## Habitat
Le faisan mikado habite les forêts primaires épaisses à sous-bois dense de rhododendrons et de bambous de 1600 à 3300 m d’altitude mais il s’est aussi adapté à des habitats secondaires (Severinghaus 1977). D’après Bridgman et al. (1997), dans le Parc national de Yushan, à 2550 m d’altitude, il fréquenterait les forêts secondaires âgées d’Alnus japonica, mais pas les plantations jeunes, évitant les endroits découverts ou les replantations.

## Alimentation
Il existe très peu de données sur le régime alimentaire du faisan mikado. On suppose toutefois qu’il est semblable à celui des autres espèces du genre Syrmaticus (Hennache & Ottaviani 2006).

## Comportement non social

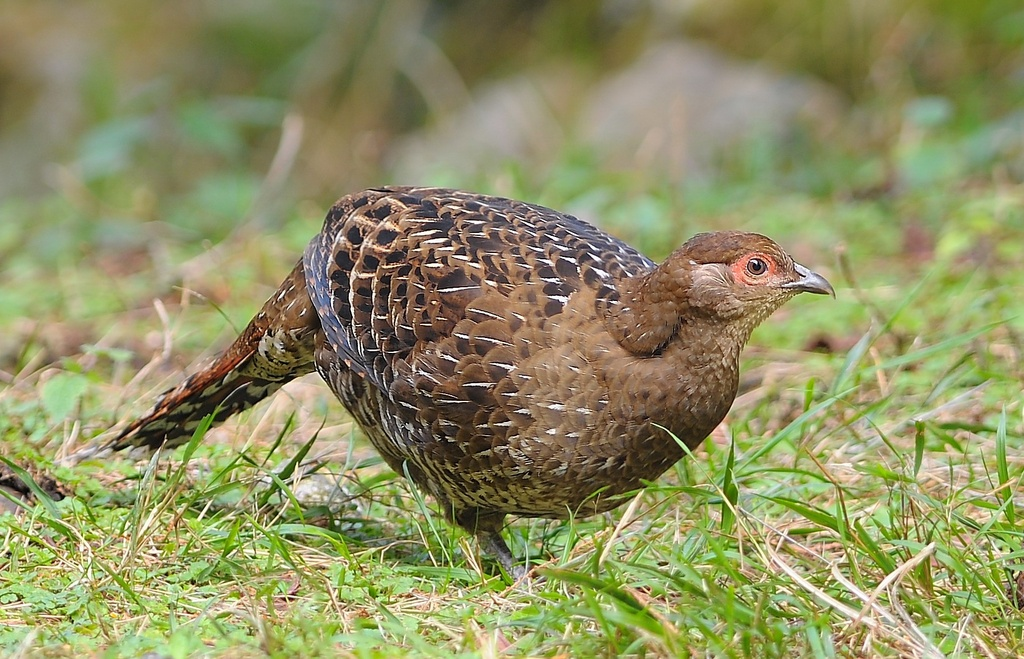
Femelle du faisan Mikado.

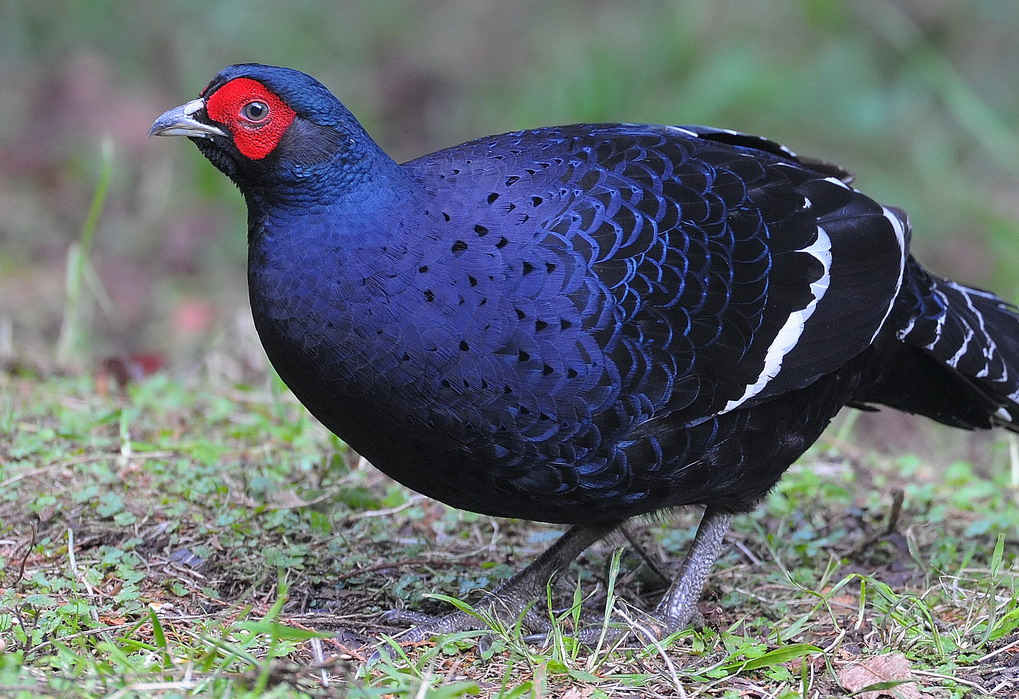
Mâle.

L’ensemble des données montre que c’est un faisan timide, silencieux et fuyant,gardant le couvert végétal en journée et davantage observable le matin et le soir. En cas de dérangement, il produit un cri léger mais aigu « wok-wok-wok », et, en cas de danger plus pressant, s’envole dans une cascade de cris sonores (Hennache & Ottaviani 2006).

## Comportement social
Cette espèce est supposée polygame, mais Severinghaus (1977) pense qu’elle pourrait être monogame. D’après Bridgman et al. (1997), il semble que le territoire de la femelle soit plus vaste que celui du mâle (13,7 ha contre 7,4 ha) et qu’il varie selon la saison : il est plus grand en automne (8,8 ha) et au printemps (13,1 ha) et plus petit en hiver (1,6 ha). Bien qu’il s’agisse d’une espèce plutôt silencieuse, le mâle émet un doux gloussement « chap-chap-chap » suivi d’un sifflement aigu en période de reproduction. La femelle émet un doux « claaack » comme cri de contact ou de ralliement pour ses poussins.

## Parade nuptiale
La parade nuptiale est classique des Syrmaticus : le mâle se tient dressé, le corps à la verticale, gonfle les plumes du cou et bat subitement des ailes tout en étalant sa longue queue à l’horizontale (Hennache & Ottaviani 2006).

## Nidification

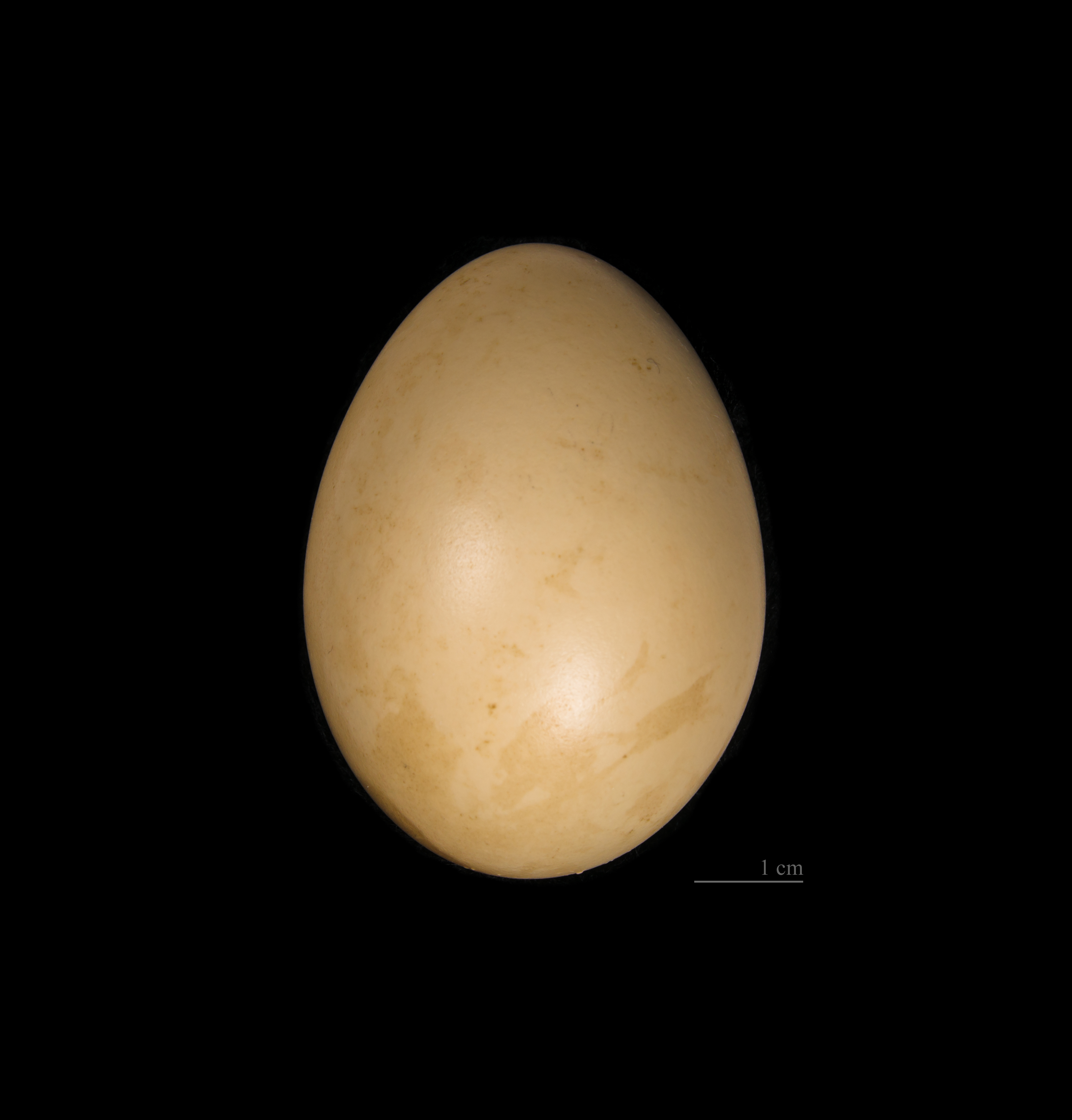
Syrmaticus mikado Muséum de Toulouse

Selon Wayre (1969), trois ou quatre nids, faits de brins de bambou, ont été découverts en milieu naturel à 1 ou 1,20 m de hauteur sur le tronc ou dans les branches d’arbres tombés au sol. Mais ce choix de nidification en hauteur ne semble pas guidé par les risques d’inondation comme l’a suggéré Johnsgard (1999). En effet, si la mousson et les pluies sont effectivement importantes à Taiwan, elles n’occasionnent pas d’inondations sur ces versants très pentus et escarpés. D’ailleurs les plus récentes études de Yao Cheng-te et Cara Lin Bridgman ont montré que cinq autres nids trouvés étaient tous construits sur le sol mais bien cachés sous des racines ou des rochers. Le critère principal semble donc être la dissimulation dans la végétation, sur le sol ou en hauteur selon la configuration et les disponibilités du terrain. D’après nos observations, en captivité, une fois sur deux, la femelle adopte le nichoir en hauteur, ou s’y réfugie en cas de poursuite.

## Statut, conservation
Entre les années 1950 et 1980 Taiwan est passée pratiquement de l’âge de la féodalité à l’ère de l’électronique. Un tel développement économique associé à un système agraire beaucoup plus productif, sur fond de démographie sans cesse croissante et d’urbanisation galopante, ne pouvaient avoir que des répercussions néfastes sur la faune et la flore. Taiwan a effectivement préservé plus de 50 % de sa couverture forestière mais présente, en même temps, l’une des densités de population les plus élevées du monde avec plus de 450 habitants au km². En outre, les plaines et les collines du nord, de l’ouest et du sud de l’île ont été intensément cultivées (riz, canne à sucre, bananier), urbanisées et sillonnées de nombreuses routes. Puis d’autres routes ont été construites dans les forêts
d’altitude et l’on sait que la construction de telles voies d’accès sont souvent une porte ouverte aux braconniers et autres piégeurs. Madge et McGowan (2002) et Birdlife International (2004) attribuent à cette espèce le statut de « bientôt menacé ». Bridgman (1993), qui a consacré une thèse d’université au faisan mikado, a fait une estimation à 10 000 oiseaux dans le parc de Yushan.